# Podróż do krainy niemożliwości
Podróż do krainy niemożliwości (fr. Le Voyage à travers l'impossible; ang. The Impossible Voyage) – francuski krótkometrażowy film z 1904 w reżyserii Georges’a Mélièsa, zrealizowany na podstawie sztuki Juliusza Verne'a.